# 生大刀
生大刀（いくたち）は、日本神話に登場する刀剣。大国主神が根之堅州国から持ち帰った大刀で、『古事記』にのみ登場する。
現代では生太刀と表記することも多いが、太刀は平安以降の反りのある刀の表記であり、神話や古代の出土品である直刀には大刀の字をあてる。

## 神話
大己貴命が兄たち八十神の追撃から逃れるべく逃げ込んだ根之堅州国で、須佐之男命の娘・須勢理毘売命と出会い、二柱の神は一目惚れした。
しかし須佐之男は大己貴に様々な試練を課し、時には命を落としかけることもあった。そこで大己貴は、須佐之男に頼まれて髪のムカデ取りをしているように見せかけ、須佐之男が眠ったところで彼の髪を柱に結びつけた。そして生大刀、生弓矢、天詔琴の神器と須勢理毘売を背負って逃げようとした。
ところが天詔琴が木に当たって鳴り響き、須佐之男が目を覚まして、須勢理毘売を背負った大己貴を葦原中国に通じる黄泉比良坂まで追いかけて来てしまうが、立ち止まり「お前が持つ大刀と弓矢で従わない八十神を山へ追い伏せ、川の瀬に追い払え。そしてお前が大国主、また宇都志国玉神（ウツシクニタマ）になって、須勢理毘売を妻として立派な宮殿を建てて住め。」と言った。
新たな名を授けられた大国主神は、その生大刀と生弓矢で八十神を倒し、葦原中国を治めたとされる。